# Côte nord de la baie de la Neva
 (octobre 2024).
La Côte nord de la baie de la Neva est une réserve naturelle d'État d'importance régionale, une zone naturelle spécialement protégée (SPNA) située dans le district Primorsky de Saint-Pétersbourg.

## Géographie
La réserve est limitée au sud par la rive de la baie de la Neva (golfe de Finlande) et au nord par l'autoroute Primorskoe. La superficie totale de la réserve est de 330 hectares. De la partie côtière de la réserve (environ 3 km de long) s'ouvre un large panorama sur l'île Vassilievski, Kronstadt et la rive opposée du golfe de Finlande.
La réserve, en plus du littoral du golfe de Finlande, comprend l'île voisine de Verperluda.

## Flore et faune
Le territoire de la réserve est une forêt mixte côtière et constitue une halte historique pour les oiseaux migrateurs.
Plus de 500 espèces de plantes vasculaires poussent dans la réserve, dont 3 (caulinia subtilis, herbe des lacs et chastuha de Walenberg) sont répertoriées dans le Livre rouge de Russie.

## Anecdote
En 1769, à l'est du territoire actuel de la réserve la pierre du tonnerre a été chargée sur l'eau, extraite de l'étang Petrovsky, qui depuis 2015 est également inclus dans les zones protégées de Saint-Pétersbourg.

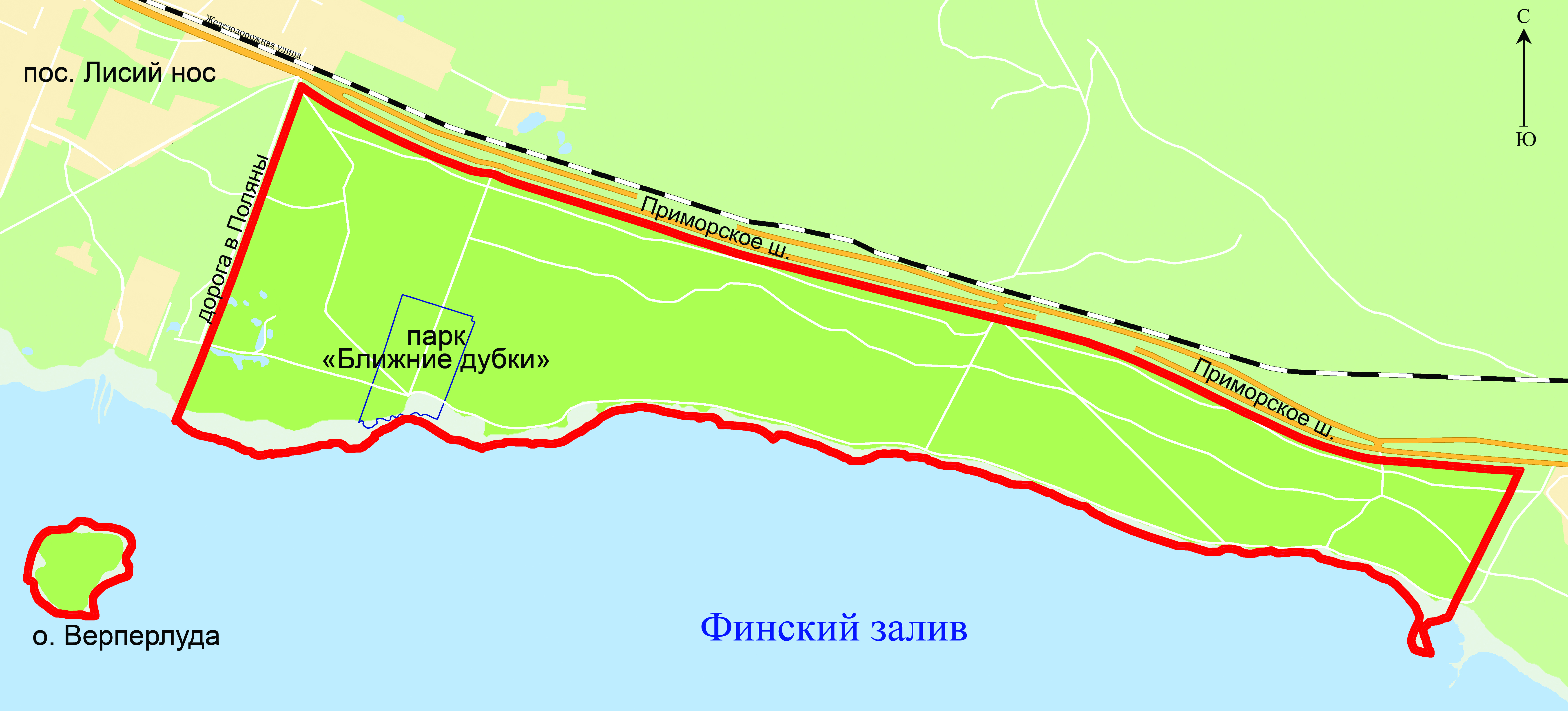
Schéma des Limites de la réserve

## Galerie

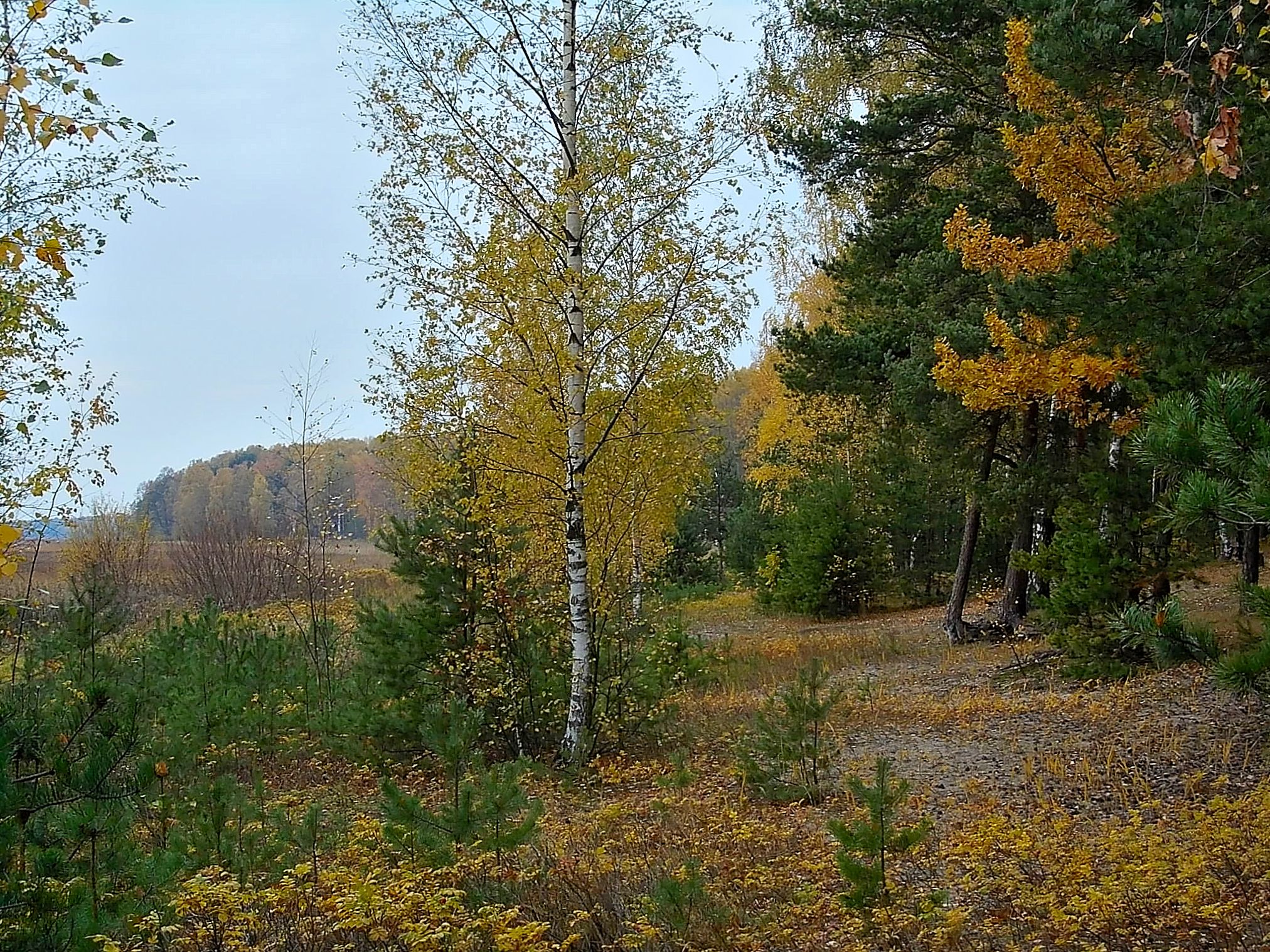
Zone côtière de la réserve en automne
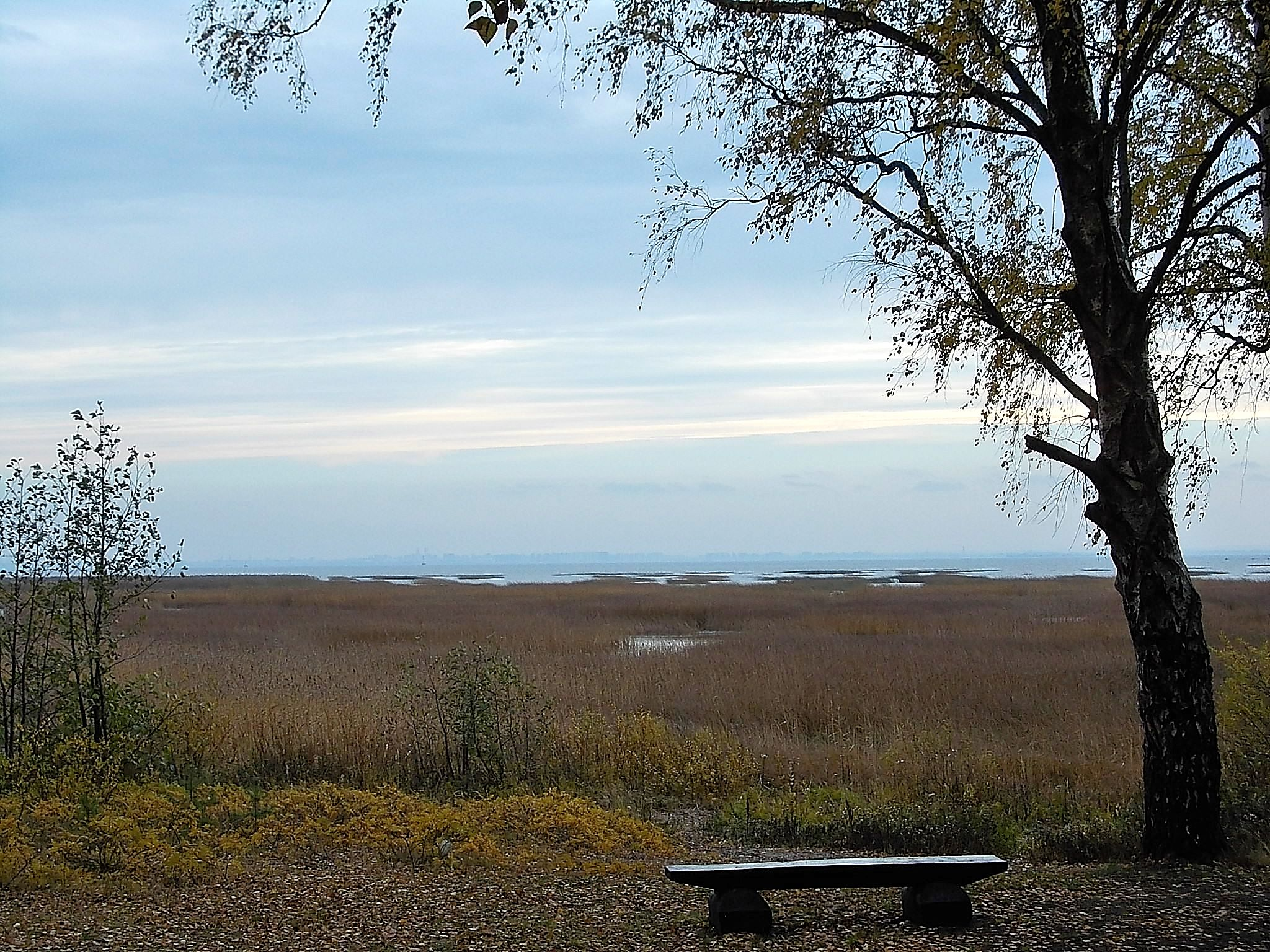
Vue depuis la réserve jusqu'au golfe de Finlande
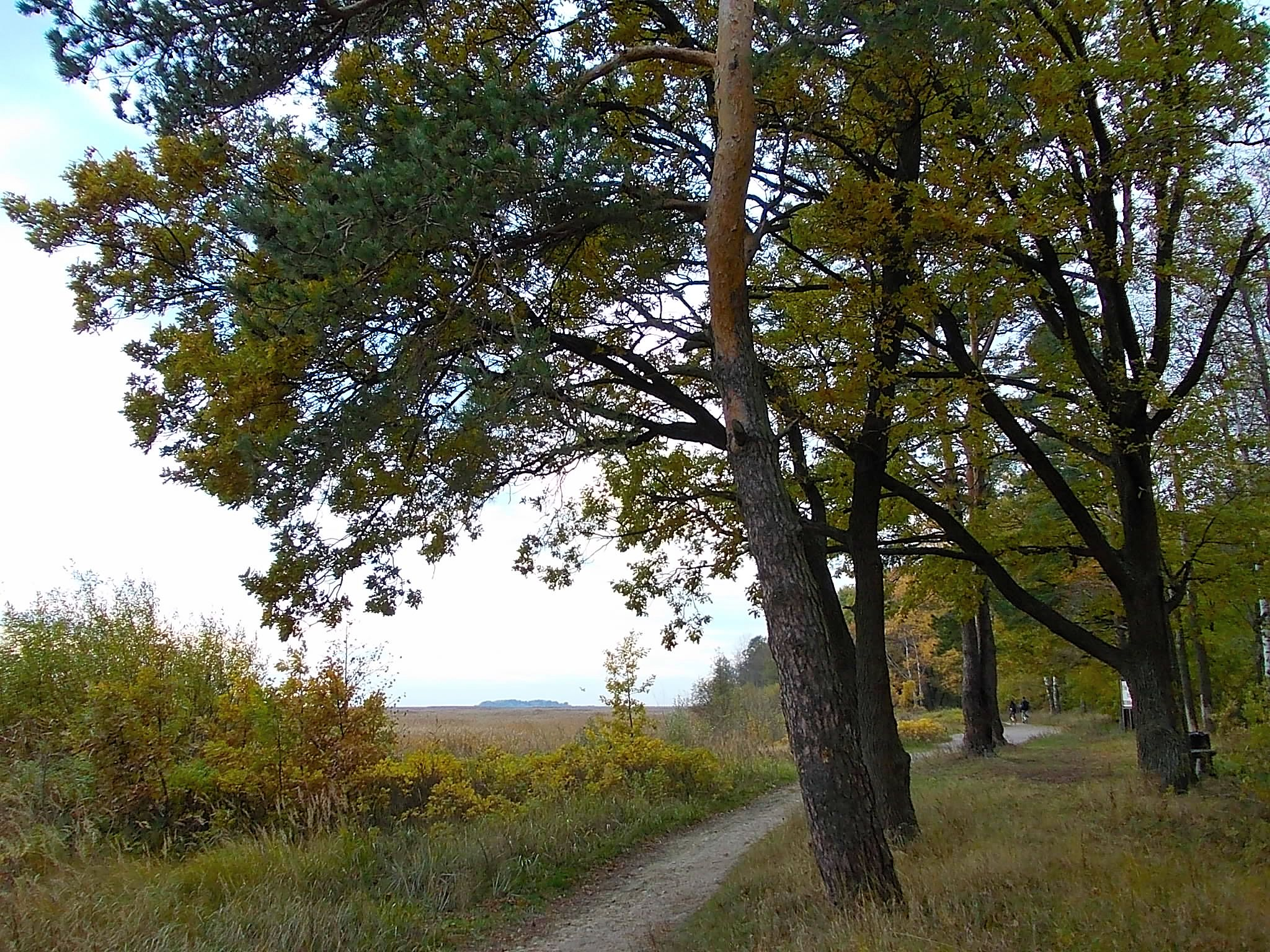
Chemin le long du rivage
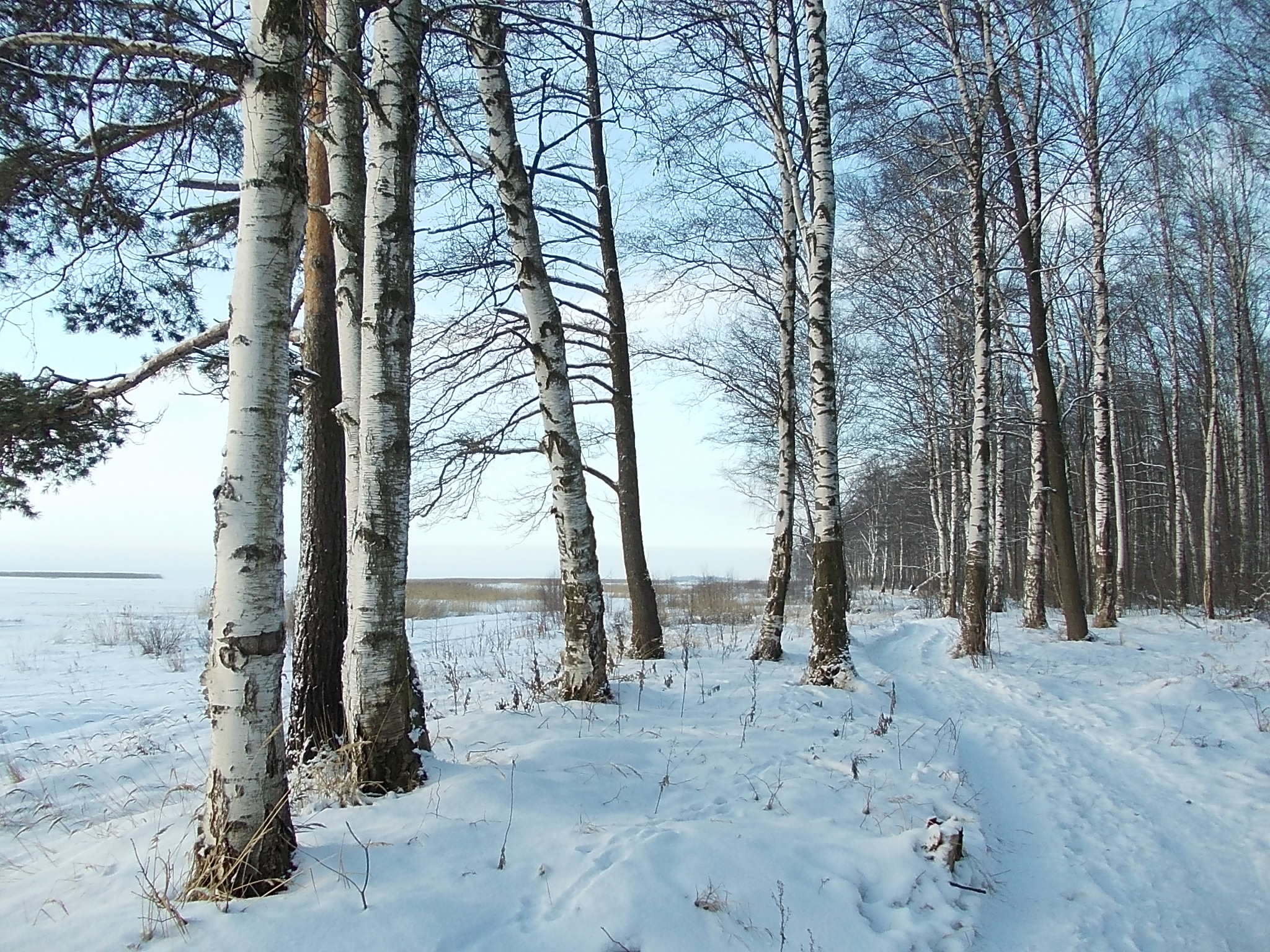
Dans la réserve en hiver
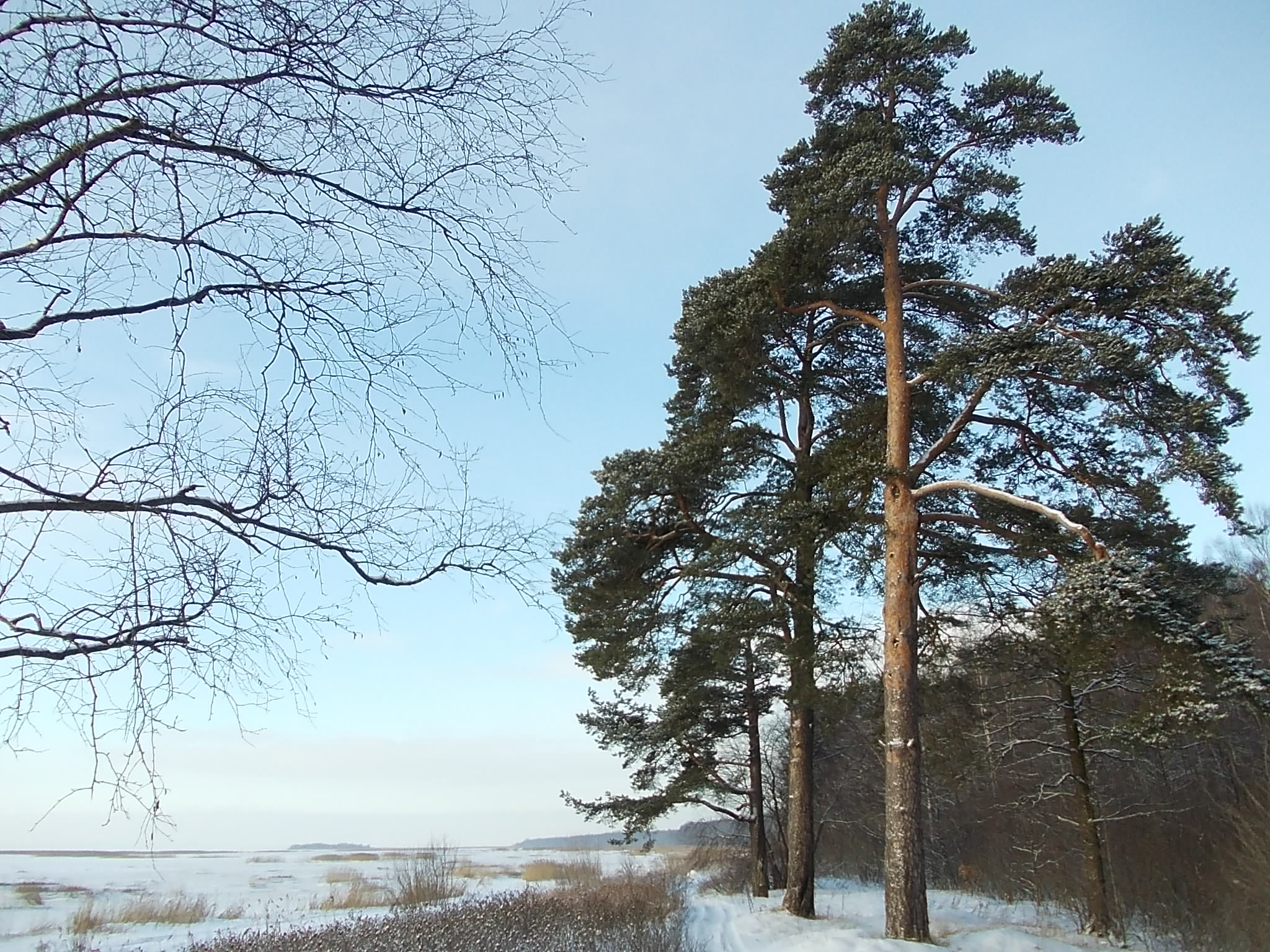
Pins la réserve
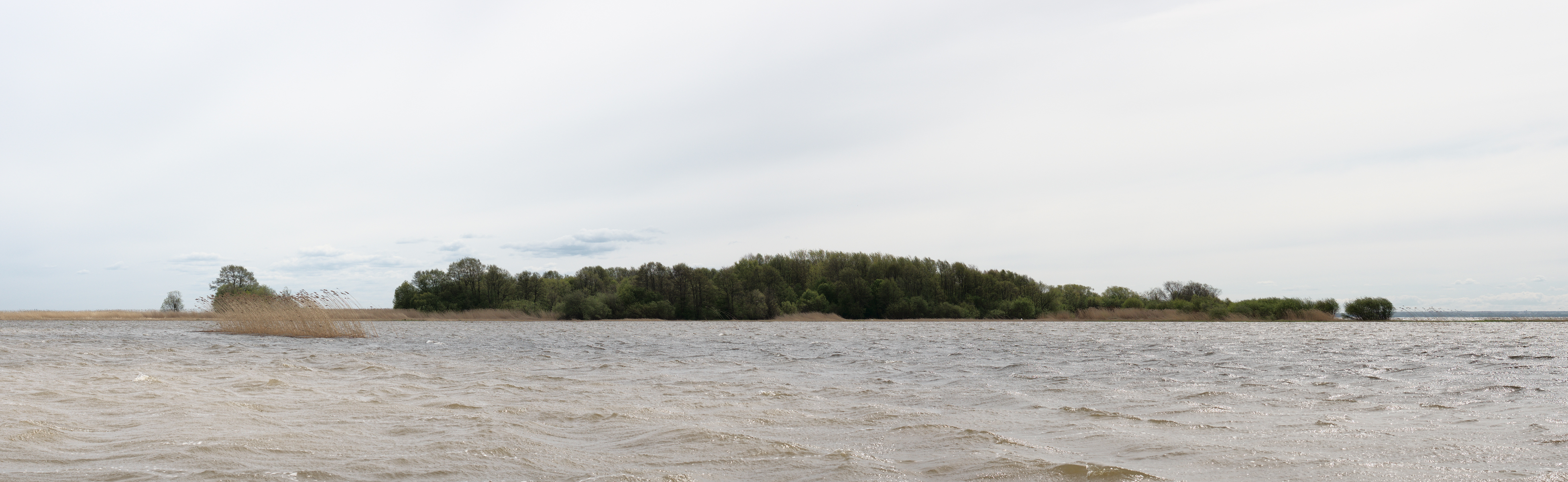
Ole Verperluda
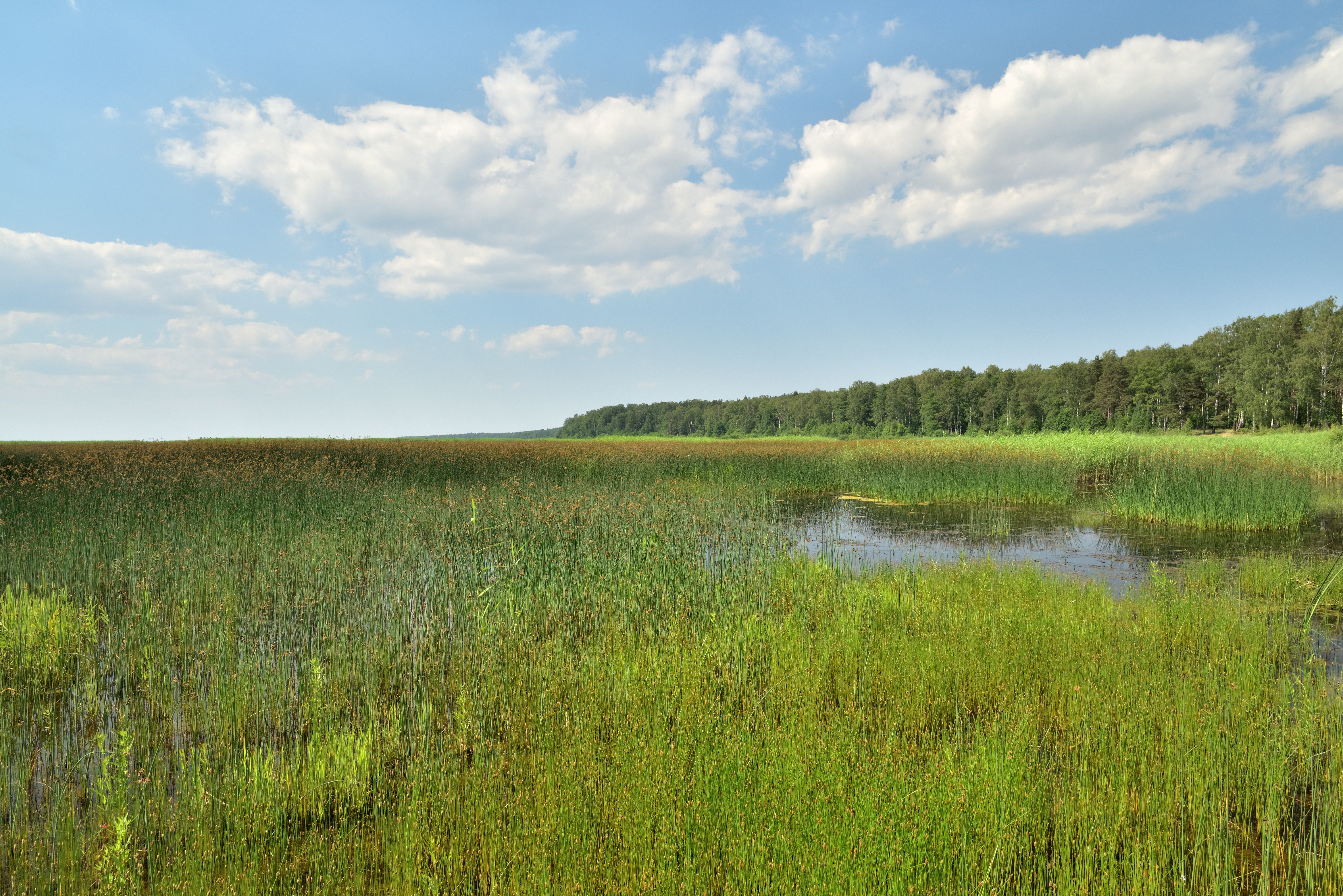
Panorama au large de la côte
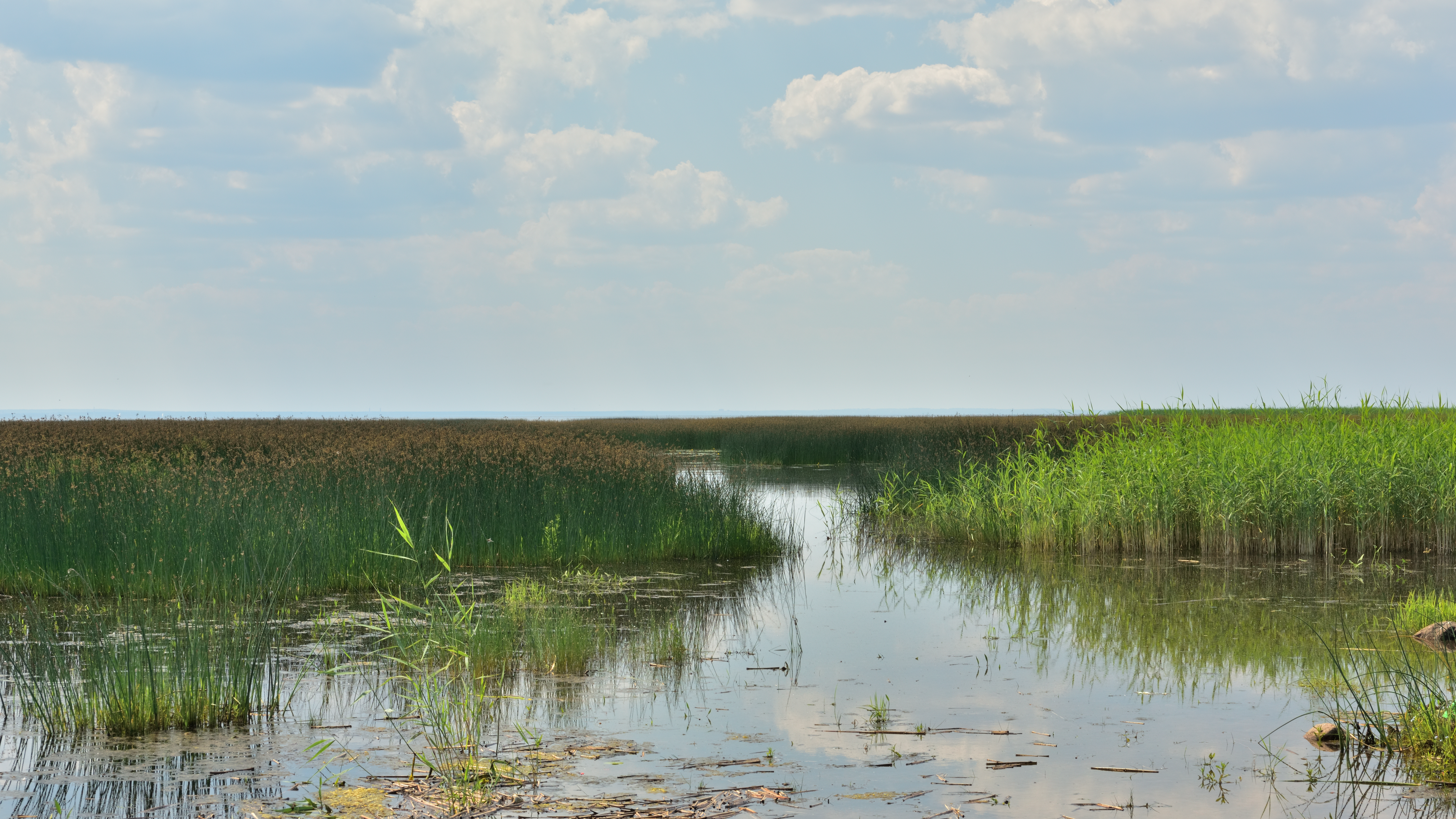
Panorama vers le sud depuis la rive
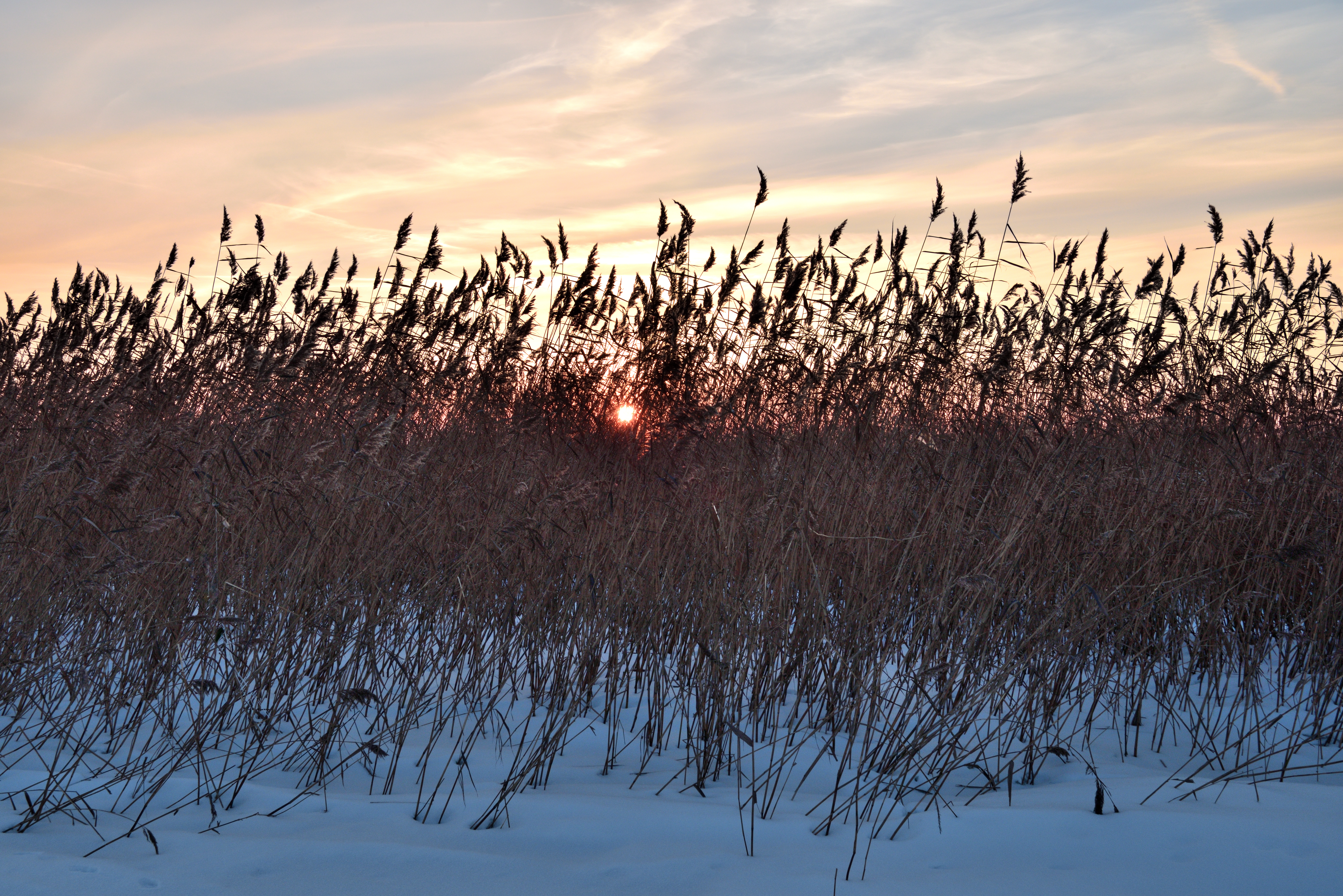
Soirée d'hiver
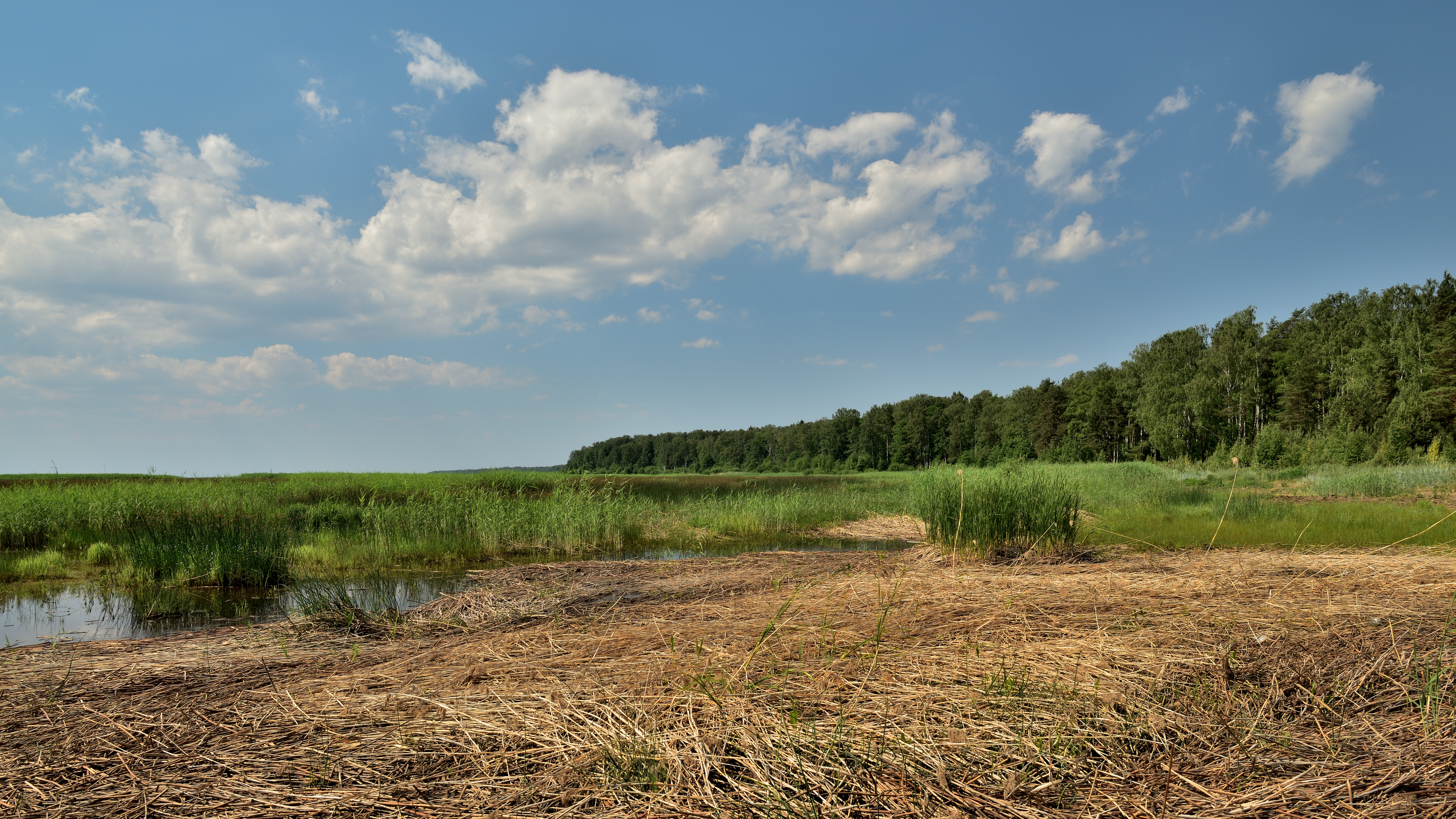
Extrémité est de la réserve
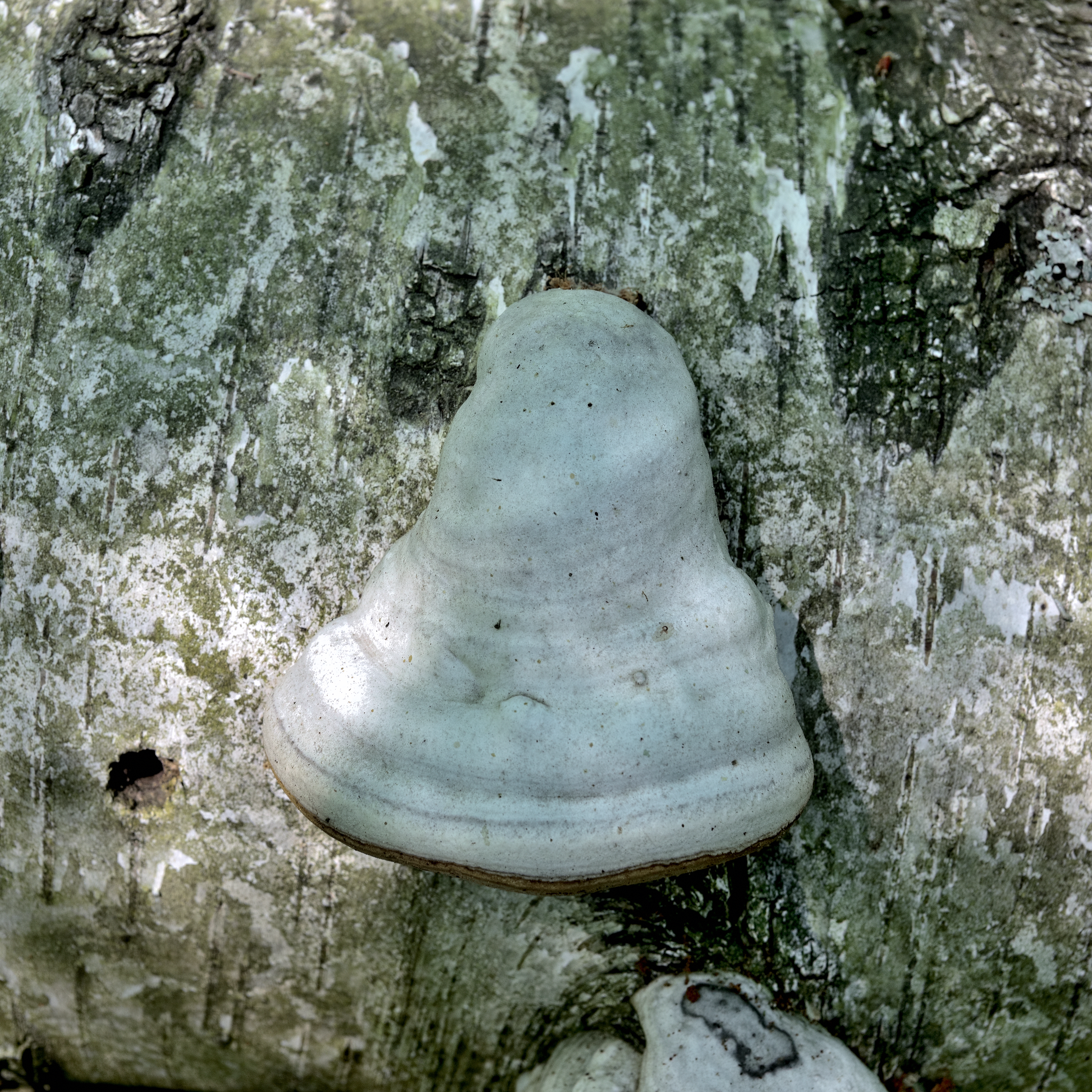
Véritable polypore sur un tronc de bouleau
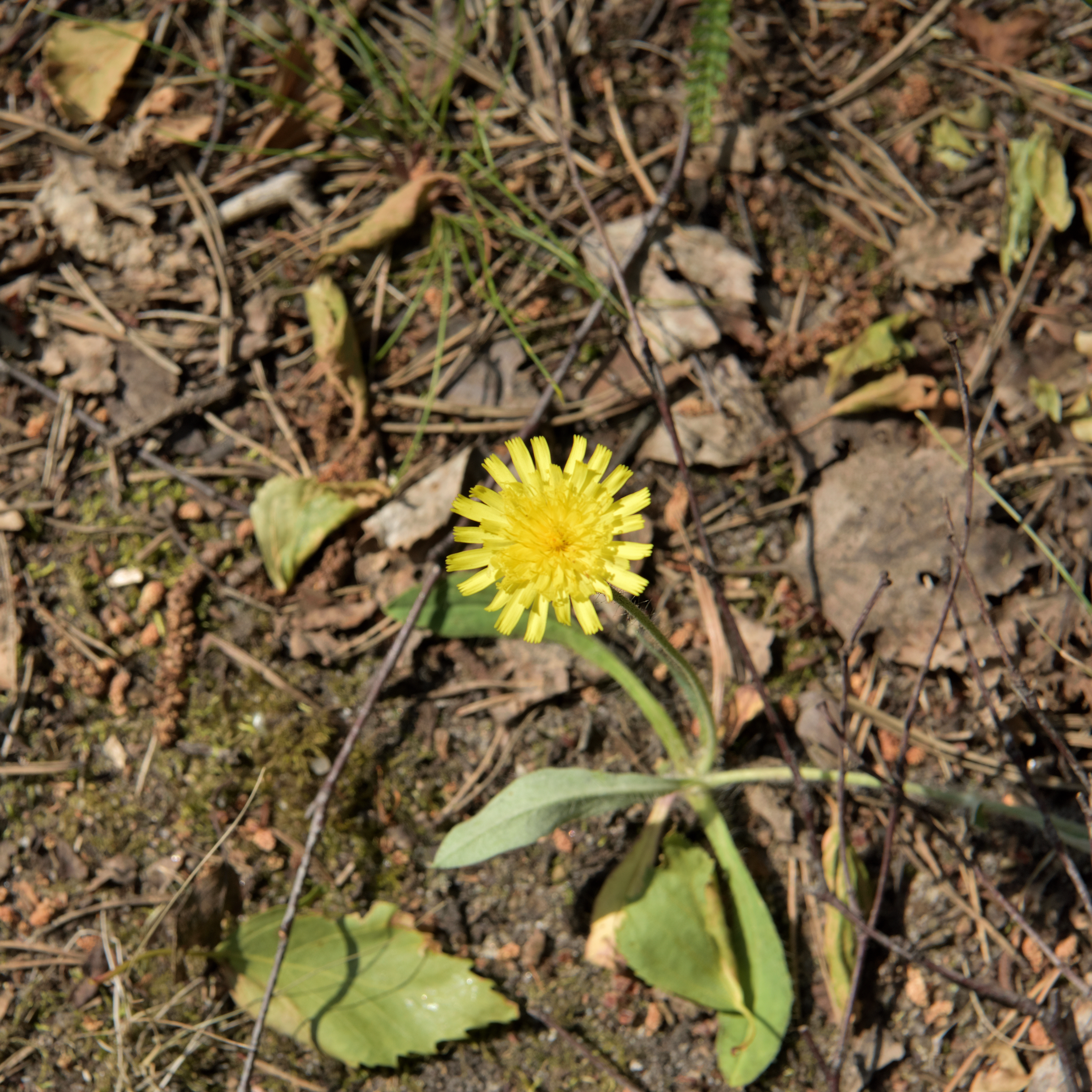
Épervière commune (Pilosella officinarum)
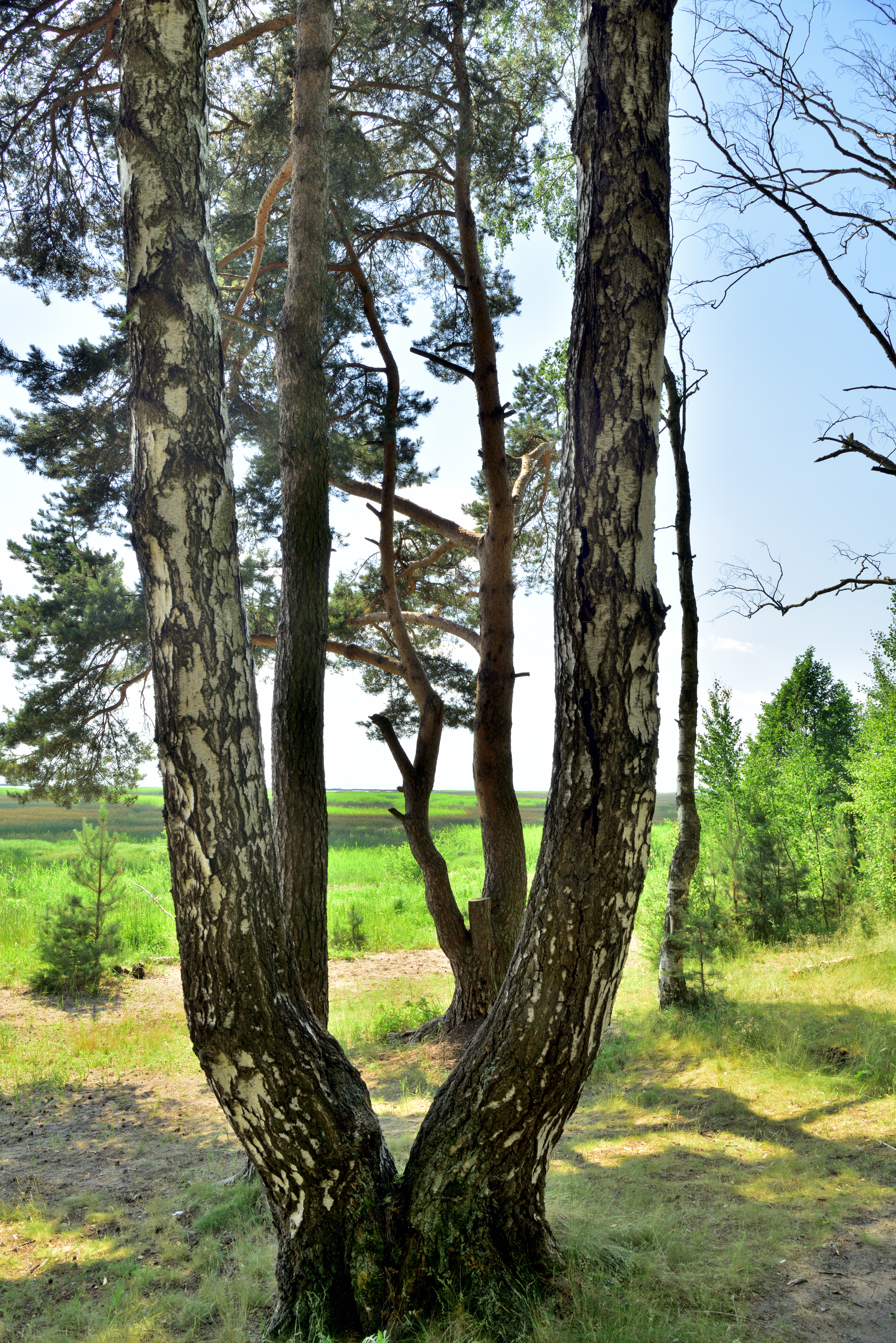
Arbres
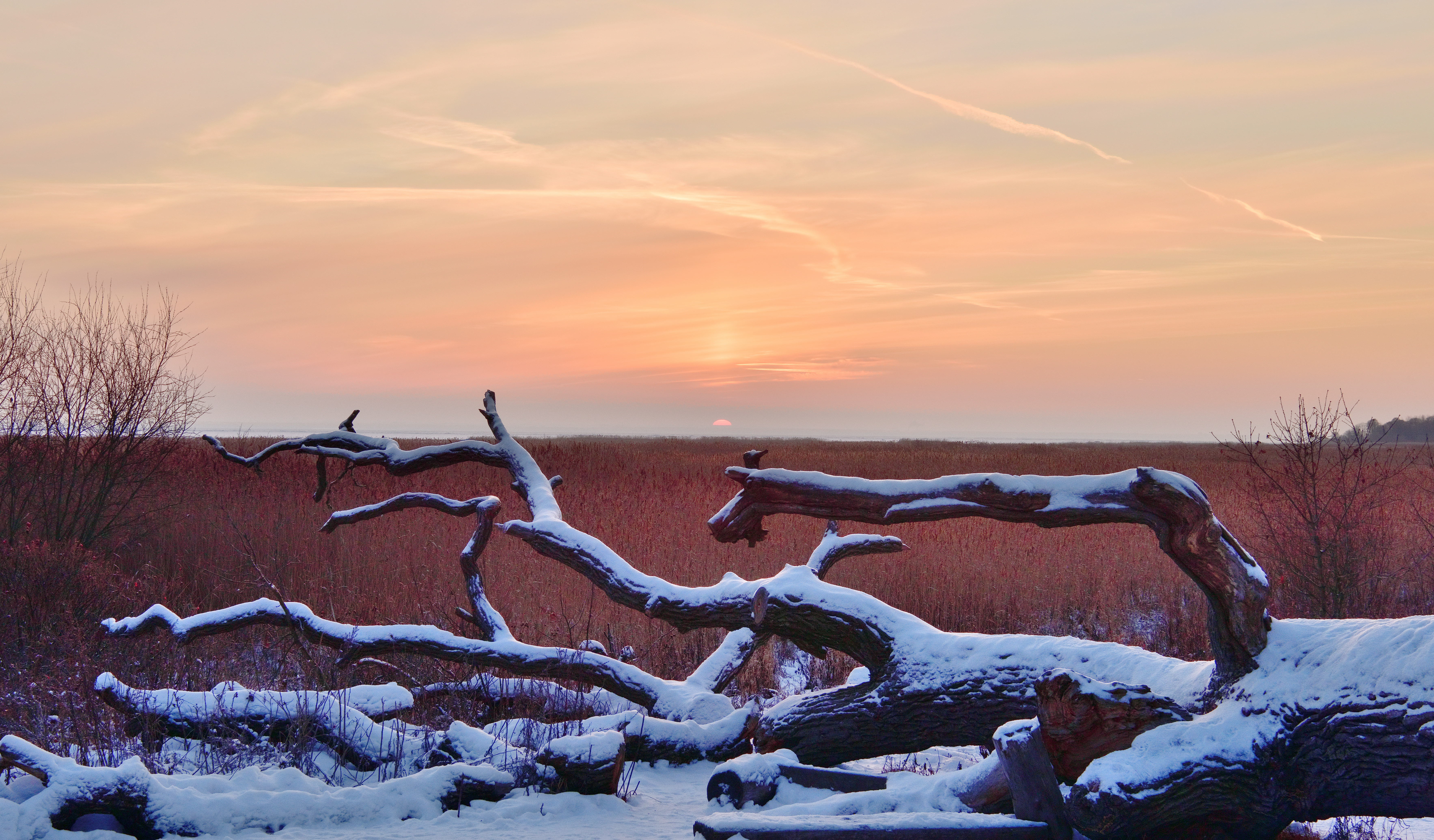
Coucher de soleil d'une journée d'hiver
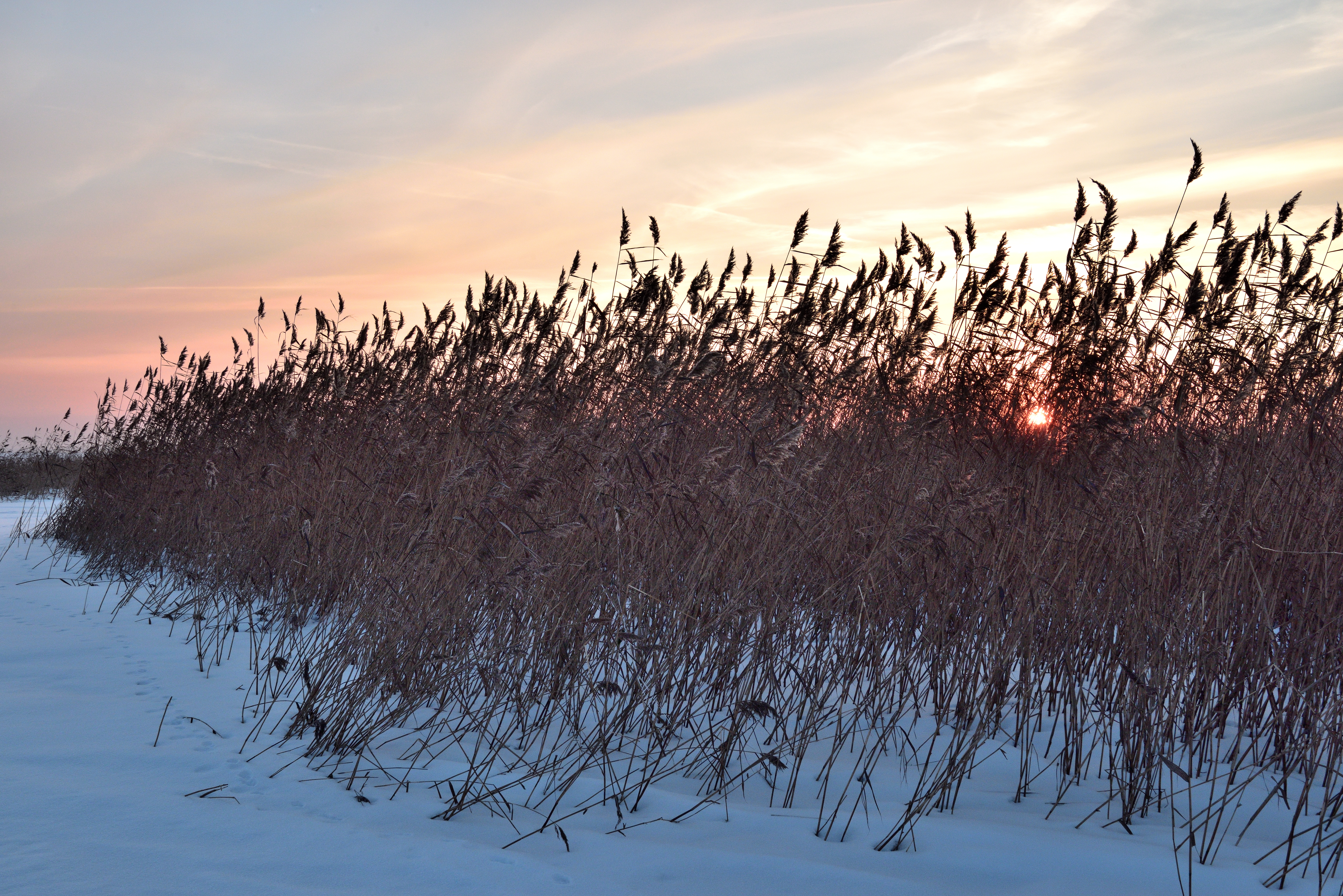
En hiver dans les roseaux près du rivage
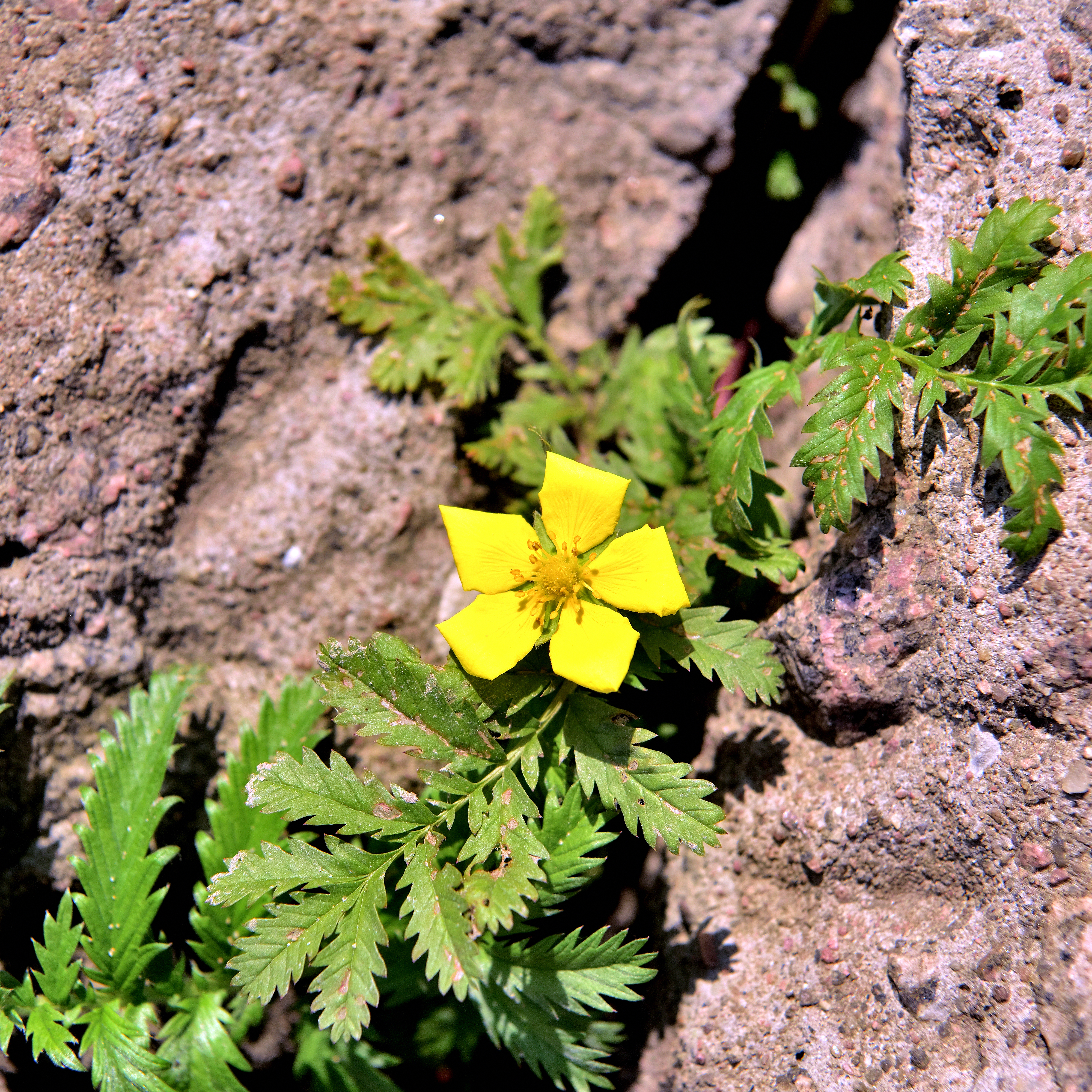
Fleur de potentille
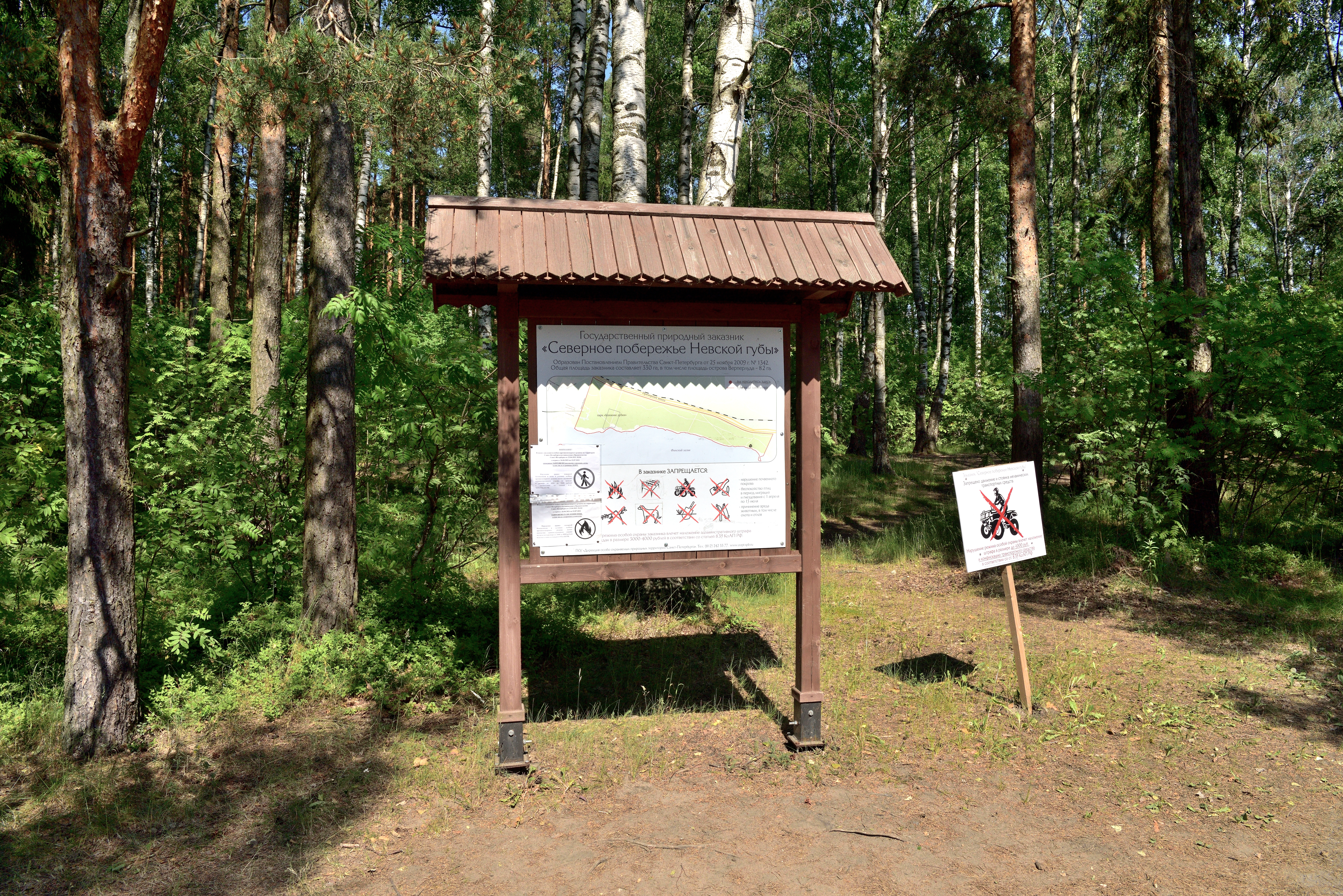
Panneau d'information de la réserve

## Liens
- Atlas des zones protégées de Saint-Pétersbourg, pp. 47-60 // Saint-Pétersbourg, 2013.
- Réserve naturelle d'État "Côte nord de la baie de Neva" " Complexes naturels
- Réserve naturelle d'État "Côte nord de la baie de Neva" Histoire // "Espaces naturels protégés de Russie"